# OHSAS 18001
Occupational Health and Safety Assessment Series 18001 (OHSAS 18001) é uma norma internacional para sistemas de gestão de segurança e saúde do trabalho. Foi desenvolvida em março de 1999 pelo Occupational Health and Safety Assessment Series Project Group, composto por órgãos nacionais de normalização, órgãos acadêmicos, órgãos de acreditação, órgãos de certificação e instituições de segurança e saúde do trabalho, com o órgão nacional de normalização do Reino Unido, BSI, fornecendo o secretariado. O objetivo desta norma é a redução de lesões e doenças do trabalho, incluindo a promoção e proteção da saúde física e mental, podendo ser integrada em outros sistemas de gestão. A ISO 45001 foi publicada em março de 2018 pela Organização Internacional de Normalização. O Occupational Health and Safety Assessment Series Project Group adotou a ISO 45001. As organizações certificadas pela OHSAS 18001 puderam migrar para o sistema de gestão integrada ou ISO 45001 até março de 2021 para manterem uma certificação válida.

## Introdução
A norma OHSAS expõe requisitos mínimos para a adoção de um sistema de gestão de SST, onde se deve estudar os perigos e riscos da atividade aos quais os executantes possam estar expostos.
O método consiste na elaboração de política de SST e de objectivos relacionados com o comportamento que a organização pretende ter com relação à SST. Esse comportamento será monitorizado pela própria organização, por meio de planos de ação, indicadores, metas e auditorias. Os critérios de desempenho e a abrangência são estipulados pela própria organização, que deve definir qual o nível de detalhe e exigência que deseja atingir na gestão de SST.
As etapas do processo incluem (não exclusivamente):
1. O desenvolvimento
2. O planeamento, que inclui as sub- etapas de:
  1. identificação de perigos;
  2. avaliação dos riscos;
  3. determinação dos controles;
  4. apontamento dos requisitos legais;
3. Implementação e operação
  1. definição dos recursos, atribuições das funções, responsabilidades, prestação de contas e de autoridades;
  2. definição do quadro de competências, formação e consciencialização;
  3. comunicação (disseminação das informações), definição da participação e consulta aos membros;
  4. definição da documentação necessária para inspecções e para execução das ações de SST;
  5. Preparação e resposta a emergências;
4. Verificação e controle
  1. monitorização e medição do desempenho;
  2. avaliação do atendimento a requisitos legais (e outros);
  3. investigação (incidentes, não- conformidades, ações preventivas e corretivas);
  4. controle de registos;
  5. auditorias interna;
5. Análise crítica pela direção.

A implantação da OHSAS 18001 retrata a preocupação da organização com a integridade física de seus membros. O envolvimento e participação dos membros no processo de implantação deste sistema de gestão é, assim como outros sistemas, de fundamental importância.

## História
Em março de 1993, o BSI publicou a primeira norma de sistemas de gestão de segurança e saúde do trabalho do mundo, a BS 8750, e em março de 1996, a BS 8800, como parte de uma resposta às crescentes preocupações sobre a segurança e saúde do trabalho. Antes de 1999, houve um aumento de normas e esquemas nacionais e proprietários para escolher. Isso causou confusão e fragmentação no mercado e minou a credibilidade de normas e esquemas individuais. Organizações em todo o mundo reconheceram a necessidade de controlar e melhorar o desempenho de segurança e saúde e estavam fazendo isso com sistemas de gestão de segurança e saúde do trabalho (SGSST), mas precisavam de uma norma unificada. Reconhecendo esse déficit, uma colaboração internacional chamada Occupational Health and Safety Assessment Series Project Group foi formada para criar uma única abordagem unificada.

## Desenvolvimento
O Occupational Health and Safety Assessment Series Project Group era composto por representantes de órgãos nacionais de normalização, órgãos acadêmicos, órgãos de acreditação, órgãos de certificação e instituições de segurança e saúde do trabalho, com o órgão nacional de normalização do Reino Unido, BSI, fornecendo o secretariado. Com base no melhor das normas e esquemas existentes, o Occupational Health and Safety Assessment Series Project Group publicou a primeira norma internacional de sistemas de gestão de segurança e saúde do trabalho do mundo, a série OHSAS 18000 em março de 1999. A série consistia em duas especificações: a OHSAS 18001 fornecia requisitos para um sistema de gestão de SST e a OHSAS 18002 fornecia diretrizes de implementação.
A série OHSAS 18000 foi atualizada em julho de 2007, com base nas convenções e diretrizes da ILO e nas normas nacionais.
Desde a publicação da série ISO 45000 em março de 2018, pela ISO, o Occupational Health and Safety Assessment Series Project Group adotou a série ISO 45000.

## Certificação
A certificação OHSAS 18001 tem critérios que exigem que as organizações que buscam obter e manter a certificação devem ir além da simples conformidade com a norma. As organizações em potencial devem integrá-la em suas práticas de gestão e demonstrar conformidade contínua com a norma. A OHSAS 18001 é baseada nos princípios do melhor das normas e esquemas existentes em todo o mundo.